# Daya Reddy
Batmanathan Dayanand Reddy (Porto Elizabeth, 10 de março de 1953) é um engenheiro sul-africano. É professor da Universidade da Cidade do Cabo e Presidente do International Science Council.
Foi palestrante convidado do Congresso Internacional de Matemáticos em Seul (2014: Numerical approximation of variational inequalities arising in elastoplasticity).